# Blekinge
Blekinge (Blechingia) là một trong những tỉnh truyền thống của Thụy Điển (landskap), nằm ở phía nam của đất nước này. Giáp Småland, Scania và Biển Baltic. Cũng giống như các tỉnh của Thuỵ Điển hiện nay không còn chức năng hành chính. Tuy nhiên, Blekinge là một trong hai tỉnh, tỉnh kia là Gotland, có ranh giới trùng với hạt hành chính hiện nay, hạt Blekinge.

## Dân số
Theo thống kê gần đây, dân số của Blekinge là khoảng 159.000 người.

## Kinh tế
Kinh tế của Blekinge chủ yếu dựa vào các ngành công nghiệp như chế biến gỗ, đóng tàu, và sản xuất máy móc.
Cảng biển Karlskrona là một trong những cảng quan trọng ở khu vực này.

## Văn hóa và Du lịch
Karlskrona, thủ phủ của tỉnh, được UNESCO công nhận là di sản thế giới với kiến trúc hải quân độc đáo.
Blekinge Museum là một bảo tàng vùng giữ nhiều di tích lịch sử và văn hóa.